# Emil Kopřiva
Emil Kopřiva (* 9. srpna 1956) je český hudebník, kytarista a skladatel, známý jako člen brněnských rockových skupin Synkopy a Futurum.

## Biografie
Kopřiva přišel do Synkop na začátku roku 1981 a působil zde jako jeden ze dvou kytaristů společně s jedním ze zakladatelů skupiny Petrem Smějou. První koncert s Emilem Kopřivou Synkopy odehrály 20. ledna toho roku. Kapela tehdy hrála art rockový koncertní audiovizuální program Sluneční hodiny, který v létě 1981 nahrála a Panton jej vydal jako LP. V té době ale odešel Petr Směja a Emil Kopřiva tak zůstal ve skupině jediným kytaristou, takže se zřejmě podílel i na singlu „Mladší sestry vzpomínek“ z roku 1982.
Kopřiva v roce 1983 odešel (v Synkopách jej nahradil Miloš Makovský) a stal se členem nově vzniklé skupiny Futurum, kde byl opět jedním ze dvou kytaristů (tím druhým byl Miloš Morávek), kromě toho také hrál částečně na baskytaru. Futurum, kde byl vůdčí osobností klávesista a zpěvák Roman Dragoun, začalo hrát progresivní rock ovlivněný King Crimson, UK či Talking Heads a roku 1984 vydalo desku Ostrov Země. V roce 1985 odešel Morávek, naopak novým hudebníkem v sestavě se stal baskytarista Lubomír Eremiáš. O dva roky později vyšlo druhé album Jedinečná šance. Roku 1988 z kapely odešli Dragoun a bubeník Jan Seidl, kteří začali hrát se skupinou Stromboli. Futurum s Emilem Kopřivou v čele, jakožto jediným původním členem, ještě nějaký čas fungovalo jako předkapela právě Stromboli, během roku 1989 ale nakonec zaniklo.
Emil Kopřiva následně založil vlastní skupinu Špilberk, která navázala na poslední období Futura. Špilberk ale existoval pouze krátkou dobu, roku 1990 vydala kapela jediný singl a později ukončila činnost. Kopřiva se poté začal věnovat podnikání, v roce 1994 vznikla společnost Studio Špilberk Production, která se věnuje produkci audio- i videonahrávek, jejich natáčení a rovněž se pohybuje i v oblasti dabingu.
Futurum bylo v „klasické“ sestavě (Dragoun – Morávek – Kopřiva – Seidl) obnoveno v roce 2005 a od té doby příležitostně koncertuje, přičemž v roce 2009 opožděně oslavilo 25. výročí vzniku skupiny dvojkoncertem se všemi bývalými členy kapely.
Na přelomu roku 2011–2012 začala opět existovat znovu obnovená skupina Špilberk, aby po více než 20 letech vystoupila 1. března 2012 na 3. Beat Festu v brněnském Semilasse. V listopadu roku 2013 bylo vydáno první album kapely, s názvem „Spielberg“ (křest CD se uskutečnil v brněnském Semilasse na Novemberfestu).

## Diskografie

### Se Synkopami
- 1981 – Sluneční hodiny (album)
- 1982 – „Mladší sestry vzpomínek“ (singl)

### S Futurem
- viz kompletní diskografie Futura

### Ostatní
- 1990 – Špilberk: „Bouře doznívá“ (singl)
- 1991 – Loretta: Loretta (album)
- 1992 – Mňága a Žďorp: Furt rovně (album)
- 2013 – Špilberk: „Spielberg“ (album)